# Stole the Show
"Stole the show" é uma canção do DJ e produtor musical norueguês Kygo com participação especial de James Parson. A canção foi escrita por Kygo, Kyle Kelso, Michael Harwood, Marli Harwood e Ashton Parson. O single tem sido um sucesso em vários países e o maior sucesso comercial de Kygo além de "Firestone".

## Faixas e formatos
| Descarga digital |                                                     |         |  |
| N.º              | Título                                              | Duração |  |
| 1.               | "Stole the Show (com participação de Parson James)" | 3:43    |  |

| CD single |                                                     |         |  |
| N.º       | Título                                              | Duração |  |
| 1.        | "Stole the Show (com participação de Parson James)" | 3:43    |  |
| 2.        | "ID"                                                | 4:51    |  |

## Vídeo musical
O vídeo da música, dirigido por Saman Kesh também foi lançado na promoção do single. O vídeo mostra um casal de astraunatas, um homem e uma mulher que misteriosamente pousam na Terra, e encontram-se numa festa em casa. Os dois então decidem dançar e fugir juntos para o cosmos, revelando suas origens extraterrestres.

## Versão solo de Parson James
A 21 de agosto de 2015 a versão a solo de "Stole the Show" de Parson James foi lançada pela RCA Records.

## Faixas e formatos
| Descarga digital |                  |         |  |
| N.º              | Título           | Duração |  |
| 1.               | "Stole the Show" | 3:43    |  |